# Nepřítel (kniha)
Nepřítel (v originále The Enemy) je osmý román Leeho Childa ze série knih s Jackem Reacherem v hlavní roli. Byl vydán v roce 2004 a odehrává se v období před všemi předchozími knihami ze série. Používá vyprávění v první osobě.

## Děj knihy
Během posledních hodin roku 1989 umírá v ošuntělém motelu v Severní Karolíně generálmajor Kenneth Kramer na infarkt. V pokoji s ním zjevně byla nějaké prostitutka. Major Jack Reacher z vojenské policie se ujímá vyšetřování a dochází k závěru, že žena, která s Kramerem byla v jeho pokoji, mu ukradla příruční kufřík. Reacherův nadřízený, plukovník Leon Garber, mu přikáže informovat o generálově smrti jeho manželku. Za doprovodu poručice Summerové se tedy Reacher vydává do Virginie. Po příchodu ke Kramerově domu však zjistí, že se do něj někdo vloupal a uvnitř najdou tělo paní Kramerové.
Reacher se vrátí zpět k motelu a vydá se do baru naproti aby se pokusil najít prostitutku, s níž se měl generál údajně sejít. Dostane se tam do rvačky s vyhazovačem a zlomí mu koleno. Později se od recepčního v motelu dozví, že v době Kramerovy smrti slyšel odjíždět vojenské vozidlo, a Reacher tak dojde k závěru, že se tam Kramer sešel s nějakou armádní důstojnicí. Za Reacherem se později dostaví dva členové Kramerova vojenského štábu, plukovník Coomer a brigádní generál Vassell, a vyptávají se Reachera na generálův příruční kufřík. Když se od Reachera dozví o smrti paní Kramerové, rychle odjedou pryč.
Později je nalezeno tělo Christophera Carboneho, člena elitní jednotky Delta Force. Zavražděn byl způsobem, který naznačuje, že byl homosexuálem. Garber je neočekávaně převelen na novou velitelskou pozici do Jižní Koreje a jeho místo převezme plukovník Willard, značně nepříjemný byrokrat, který Reacherovi nařídí, aby Carboneho smrt označil za nehodu. Také mu sdělí, že Carbone proti němu podal stížnost, v níž Reachera obviňuje z napadení vyhazovače v baru. Pokud vyšetřování Corboneho smrti rychle neuzavře, použije ji proti němu jako důkaz toho, že ho zabil Reacher.
Brzy poté dojde k další vraždě, když je v Columbii v Jižní Karolíně zastřelen Carboneho velící důstojník David Brubaker. Jeho tělo je nalezeno v zapadlé uličce s větším obnosem peněz a heroinem v kapse. Reacher a Summerová věří, že tyto vraždy spolu souvisí, a zaměří se na jedinou chybějící věc z Kramerova kufříku, jež se mezitím podařilo najít. Chybí v něm program jednání konference, kterou měl pořádat pro členy obrněných divizí. Coomer a Vassell však popřou, že takový program existuje a Willard zvýší svůj tlak na Reachera. To jej přinutí spolehát se na své instinkty, kontakty u vojenské policie a roky zkušeností při snaze zjistit proč byl Kramerův kufřík opravdu ukraden.
Během toho všeho se od svého staršího bratra Joea navíc dozví, že jejich matka Josephine zemřela v Paříži na rakovinu. I když jej už dříve Josephine ujišťovala, že je na smrt připravená, její ztráta Reachera silně zasáhne.
Po účasti na matčině pohřbu a návratu do Spojených států Reacher společně se Summerovou svolá setkání s náčelníkem štábu a odhalí mu své nálezy. S nevyhnutelně se blížícím zhroucením Sovětského svazu se armáda připravuje na snižování stavů svých obrněných jednotek ve prospěch pěších vojsk a Kramer a jeho kolegové důstojníci, kteří nechtějí ztratit své prestižní postavení a výhody, měli v plánu ovlivnit veřejné mínění a využít veškeré dostupné prostředky aby přinutili kongres a americký lid zamítnout plány na zredukování armády. Náčelník štábu jim sdělí, že tento vývoj událostí dopředu očekával a za pomocí Garberových podvržených rozkazů zařídil rozmístění dvaceti nejlepších armádních vyšetřovatelů, včetně Reachera, na pozice po celém světě, aby tak mohli zabránit přesně takovýmto manipulacím. Také Reacherovi poskytne důkazy o svých tvrzeních a dodá, že na těchto spikleneckých plánech se podílel i ministr obrany.
Reacher dojde k závěru, že Kramer byl homosexuál, a v motelu se ve skutečnosti setkal s Carbonem, který mu ukradl jeho kufřík když zemřel, a o jeho obsahu informoval Brubakera. To on také na Reachera narafičil obvinění z útoku, aby zakryl své stopy. Coomer a Vassell chtěli tento kufřík získat co nejdříve a tak domluvili předání mezi Carbonem a jejich pomocníkem majorem Marshallem. Marshal Carboneho zabil a později zavraždil také Brubakera dříve než by mohl získané informace využít. To on také zabil paní Kramerovou když v jejím domě hledal onen kufřík. Reacher si také domyslí, že Marshall měl s Kramerem poměr a jeho ženu zabil ze vzteku a žárlivosti.
Reacher odcestuje do Kalifornie aby tam zatknul Vassella a Coomera za spiknutí a spáchání vraždy. Pak se přesune na střelnici do Mohavské pouště, aby zatknul Marshalla, který se tam účastní cvičných střeleb. Marshall se pokusí spáchat sebevraždu tím, že na svou pozici navede střelbu z tanků, ale Reacherovi se podaří jej zasáhnout do ramene, a odvede jej do vazby. Chybějící program jednání je později nalezen v Carboneho pokoji. Jeho součástí je plán na zavraždění osmnácti předních důstojníků pěchotního vojska, včetně několika vycházejících hvězd, s cílem znemožnit jejich snahy o modernizaci pěchoty. Tyto důkazy jsou předány příslušným vojenským autoritám a všichni obvinění jsou za své zločiny odsouzeni k doživotním trestům.
Reacher se dozví, že na základě Carboneho obvinění bude degradován na kapitána. Jeho právník mu doporučí se těmto obviněním bránit, ale to Reacher odmítne, protože nechce ještě více poškodit Carboneho památku. Naopak se těší, že bude moci opět sloužit v předních liniích. Dříve než přijme své nové pověření, podaří se mu vystopovat Willarda a zabije ho v jeho vlastním domě. Na jeho tělo podstrčí drogy aby tím zakryl svou účast. Příběh končí v okamžiku, kdy se Reacher zamýšlí nad tím, že už nikdy znovu nespatřil Summerovou i když se doslechl o jejím povýšení na kapitána.

## Ocenění
- 2005 Nominace na cenu Dilys
- 2005 Vítěz ocenění Barry za nejlepší román